# Płotowo
Płotowo (kaszub. Wiôldżé Płótowò; niem. Groß Platenheim; do 31 grudnia 2002 Płótowa) – wieś kaszubska w Polsce, położona w województwie pomorskim, w powiecie bytowskim, w gminie Bytów, na Pojezierzu Bytowskim (w części Kaszub zwanej Gochami), nad jeziorem Duża Boruja. W kierunku południowym znajduje się wzniesienie Siemierzycka Góra (256 m n.p.m.). Siedziba sołectwa Płotowo, w którego skład wchodzi również Płotówko
W latach 1975–1998 wieś położona była w województwie słupskim. 1 stycznia 2003 nastąpiła zmiana nazwy wsi z Płótowa na Płotowo, oraz jej części Płótówka na Płotówko.

## Integralne części wsi
| SIMC    | Nazwa         | Rodzaj     |
| ------- | ------------- | ---------- |
| 0741080 | Niezabyszewko | część wsi  |
| 0741096 | Płotówko      | przysiółek |

## Z kart historii
Po niekorzystnych dla miejscowych Kaszubów postanowieniach regulacji wersalskiej miejscowość pozostała poza granicami Polski. Mimo szykan i niechęci niemieckiej administracji otworzono w Płotowie pierwszą polską szkołę na obszarze powiatu bytowskiego (w byłym budynku szkolnym znajduje się dziś Muzeum Szkoły Polskiej), prężnie działał tu i rozwijał się ZPwN (przede wszystkim rodzina Styp-Rekowskich). W 1935 roku miejscowość zorganizowała Polskie Dożynki dla całego powiatu bytowskiego. Płotowo do 1945 roku znajdowało się na obszarze III Rzeszy. Nestor działalności pro-polskiej Jan Styp-Rekowski został przez Niemców zesłany do niemieckiego obozu koncentracyjnego w Dachau; zwolniony stamtąd w listopadzie 1940 zmarł w czerwcu 1942 w Płotowie i tu został pochowany.
Niewielki cmentarz, położony na stoku, pochodzi z XIX wieku. Dworek z 1831.
W 2015 r. w Płotówku działalność rozpoczął oddział Muzeum Zachodniokaszubskiego w Bytowie. W Zagrodzie Styp-Rekowskich zobaczyć można stałą ekspozycję poświęconą rodzinie Styp-Rekowskich, na której zgromadzono ich pamiątki rodzinne, ale też sporo informacji o samej wsi, liczne fotografie, zabytkowy krzyż przydrożny. Organizowane są też wystawy czasowe oraz oparte na dawnych zajęciach Kaszubów lekcje muzealne.